# Arquitetura Regency

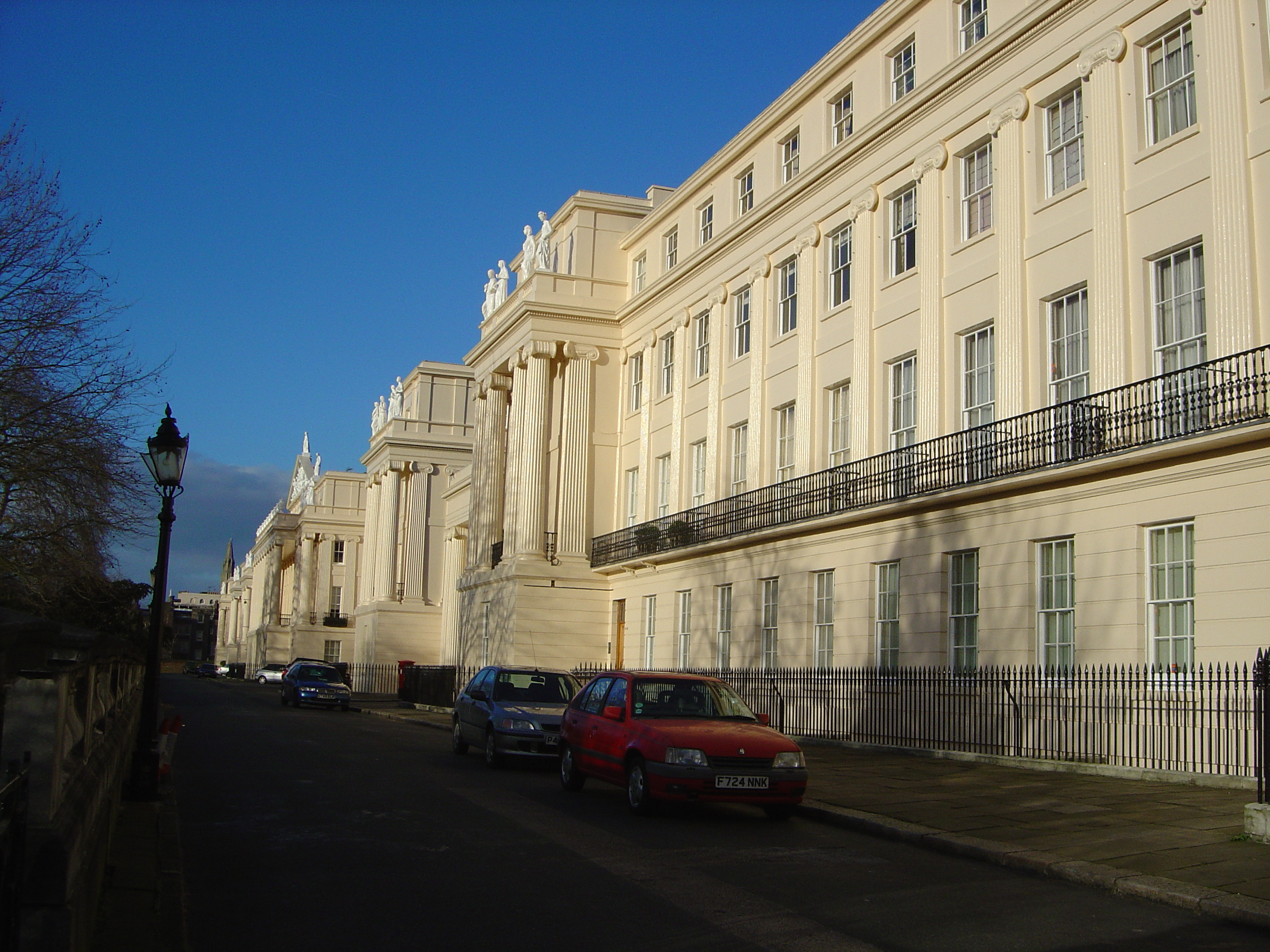
Cumberland Terrace, Londres, John Nash

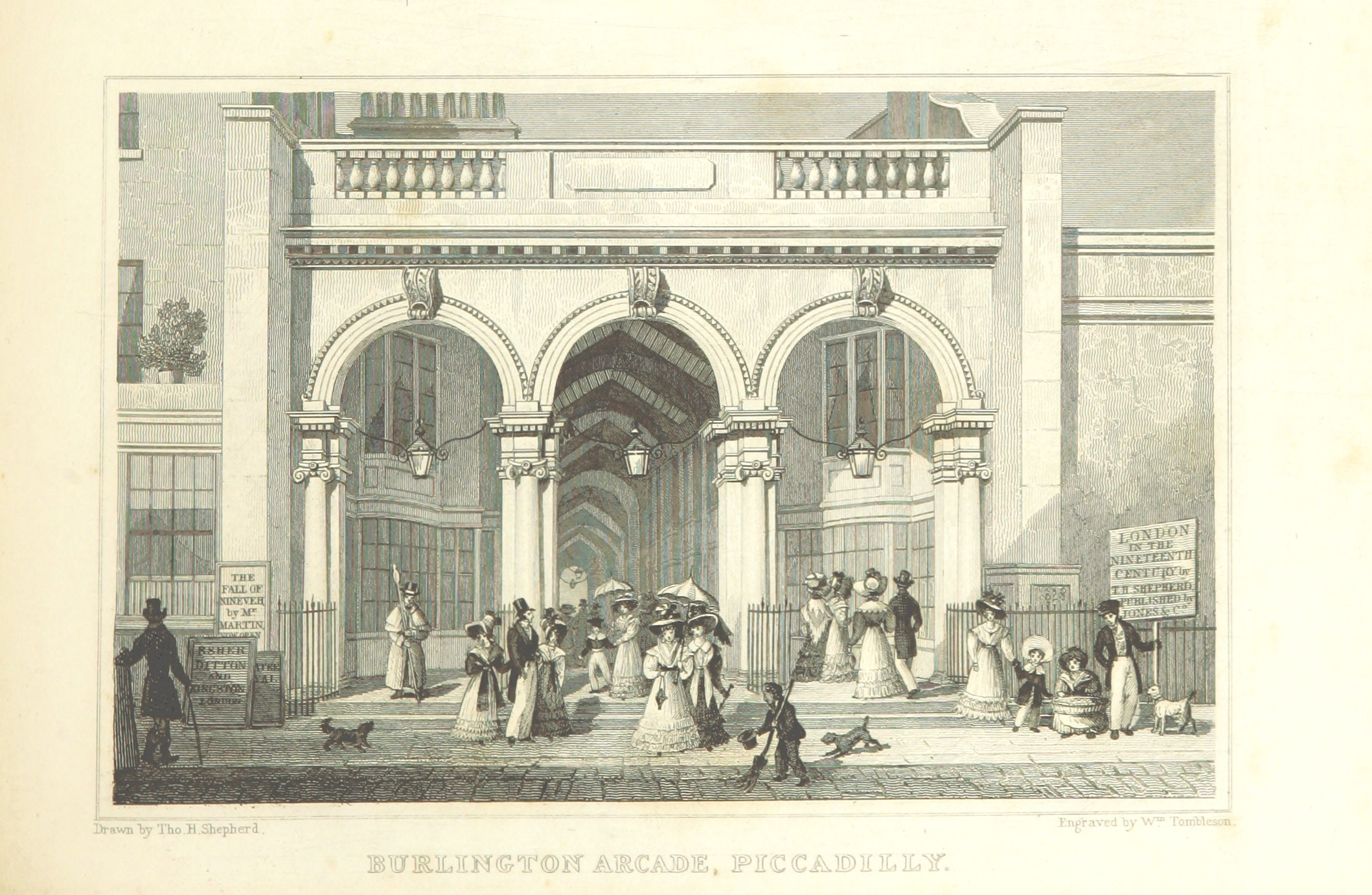
A entrada original de Piccadilly rumo à Burlington Arcade, 1819

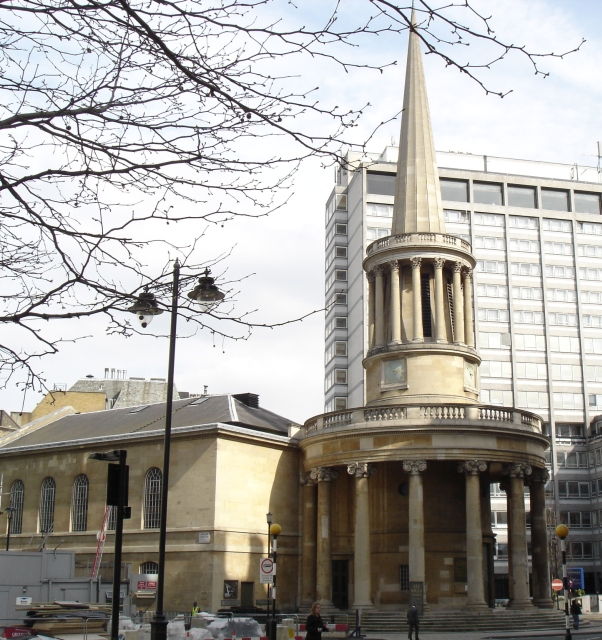
Igreja de All Souls de John Nash, Langham Place, Londres

A arquitetura Regency abrange edifícios clássicos construídos no Reino Unido durante a era Regency, no início do século XIX quando George IV era o príncipe regente, e edifícios seguindo o mesmo estilo nessa época histórica. O período coincide com o estilo Biedermeier nos países Germânicos, o estilo federal nos Estados Unidos e estilo império francês. O estilo regência estende-se ao design de interiores e artes decorativas desse período, tipificado por móveis elegantes e papel de parede listrado verticalmente, moda no vestir; para os homens, tipificado pelo dândi Beau Brummell, para as mulheres a silhueta do Império.
Os primeiros anos do estilo foram marcados por níveis de construção bastante reduzidos devido às Guerras Napoleónicas, que levaram o governo à eliminação da construção civil, pela escassez de madeira importada e altos impostos noutros materiais de construção. Em 1810, houve uma grave crise financeira, embora a única classe de ativos importante a não perder valor fossem as casas, pelo menos em Londres, principalmente porque o baixo nível de construção recente havia criado uma demanda reprimida. A vitória decisiva na Batalha de Waterloo em 1815, pôs um fim às guerras e seguiu-se um longo boom financeiro face à crescente autoconfiança britânica. A maior parte da arquitetura Regency vem desse período.

## Edifícios
Muitos edifícios do estilo Regency têm fachada de estuque pintado a branco e uma entrada para a porta principal (geralmente de cor preta), flanqueada por duas colunas. Nos centros das cidades, o domínio da casa geminada continuava, e os crescentes tornaram-se populares. Elegantes varandas de ferro forjado e janelas arqueadas entraram na moda como parte desse estilo. Nas áreas suburbanas, a  "villa" era popular e em vários tamanhos. Enquanto a maioria das habitações georgianas anteriores na classe média eram relativamente modestas, o período da Regência trouxe uma gama muito maior e ostentosa de edifícios, recriando a tradição clássica absorvida pelo paladianismo.

## Arquitetos líderes

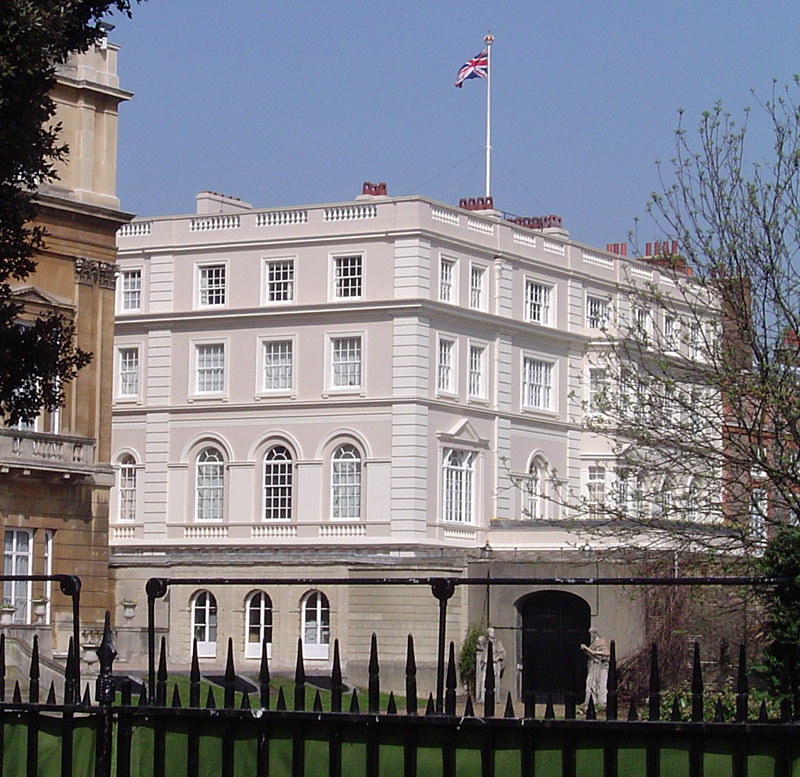
Clarence House, de John Nash.

John Nash foi o arquiteto mais associado ao estilo Regency; em sintonia com os requisitos comerciais, projetou os terraços Regency do Regent's Park e Regent Street, em Londres. Teve muitos alunos que divulgaram o seu estilo, ou, no caso de Pugin, se rebelaram contra ele. Na própria Londres, existem muitas destas ruas em Victoria, Pimlico, Mayfair e outras freguesias centrais. John Soane era mais individualista, um dos vários pesquisadores europeus em neoclassicismo, mas os detalhes dos seus edifícios inventivos eram frequentemente apropriados por outros arquitetos.

## Localizações
Àparte Londres, várias cidades inglesas mantêm focos de arquitetura Regency. Várias das melhor conservadas são novas cidades-resort, tentando imitar o sucesso de Bath, Somerset e Buxton, spas que tinham sido desenvolvidas no período georgiano de meados do século e na década de 1780, respectivamente. Brighton e outros resorts costeiros estavam na moda, e outras cidades que se expandiram muito foram o Royal Leamington Spa em Warwickshire, o subúrbio de Bristol em Clifton, Tunbridge Wells, Newcastle upon Tyne e Cheltenham, "provavelmente a mais completa cidade sobrevivente da Regência".

Bons exemplos de propriedades Regency dominam Brighton e Hove em East Sussex ; em particular em Kemp Town e Brunswick (Hove) . 

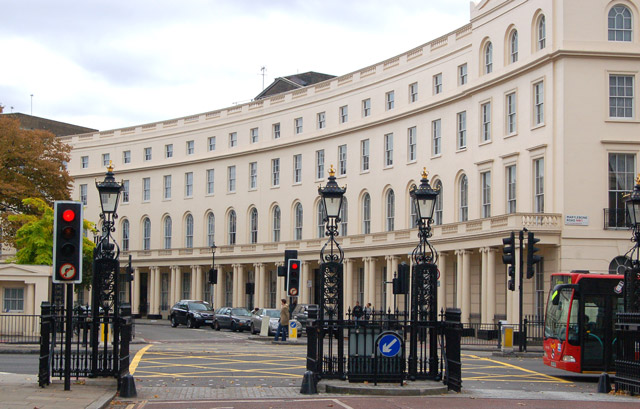
Park Crescent, Londres
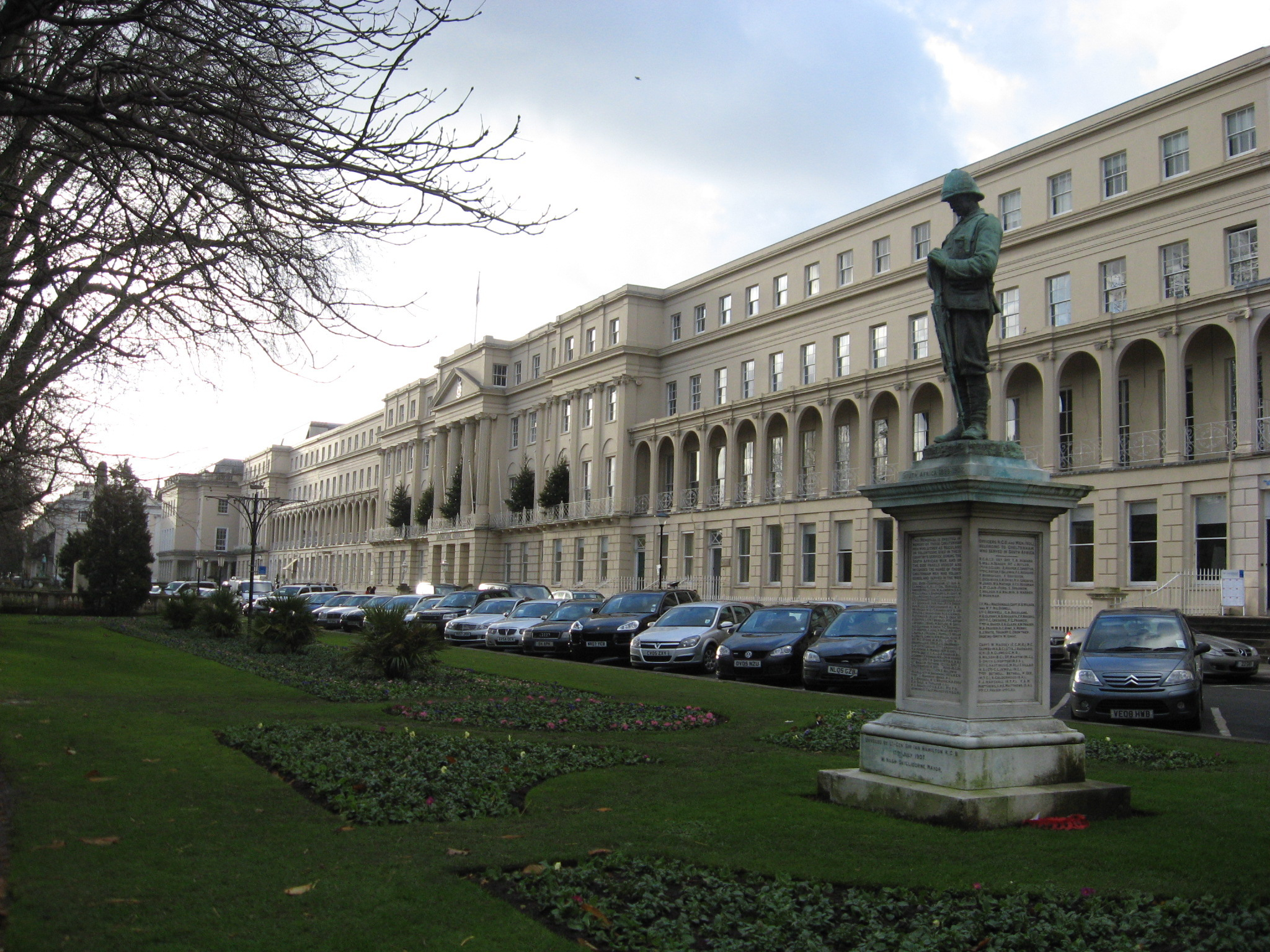
Casas de regência, agora edifícios municipais em Cheltenham
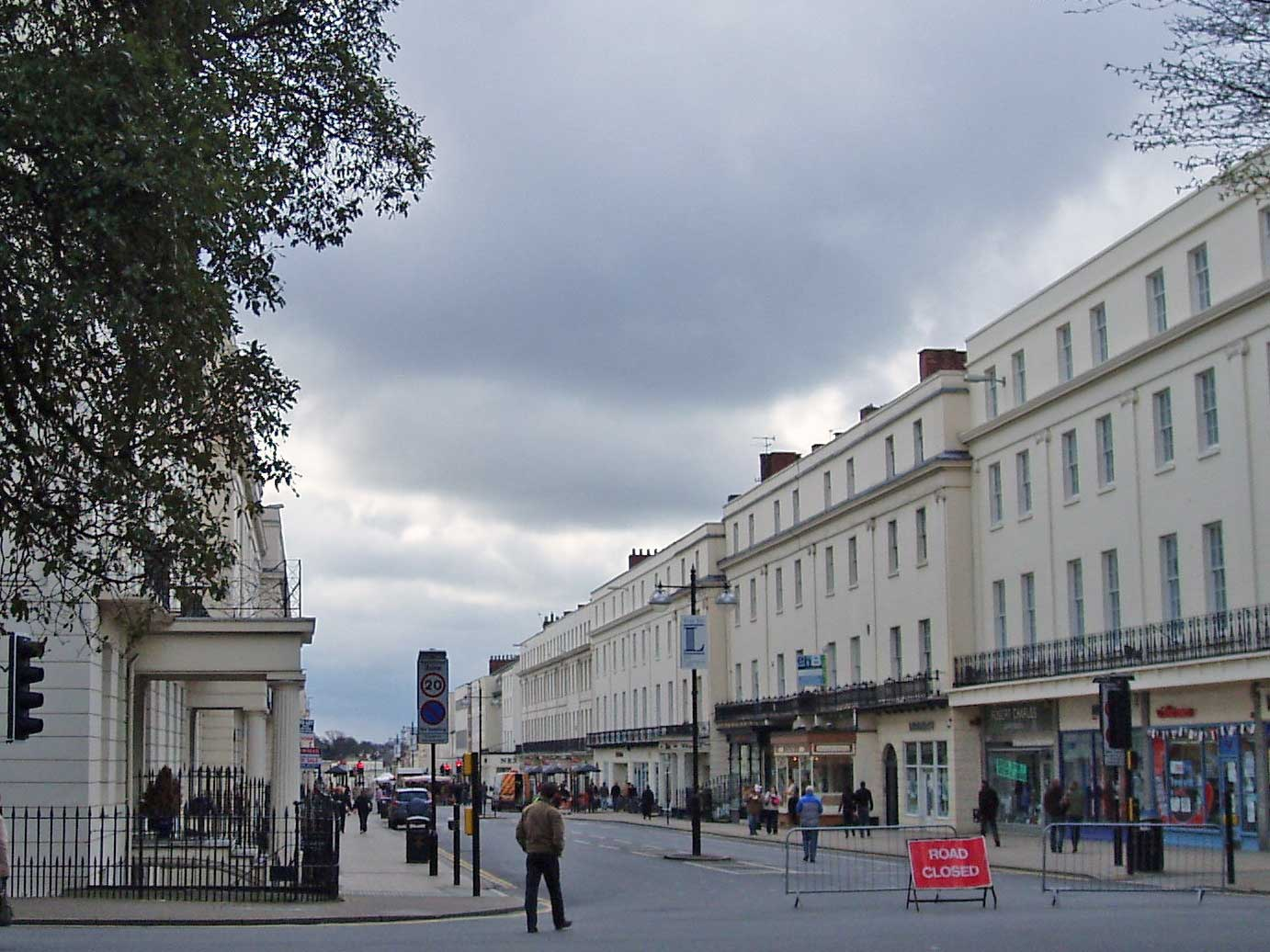
O desfile, Royal Leamington Spa
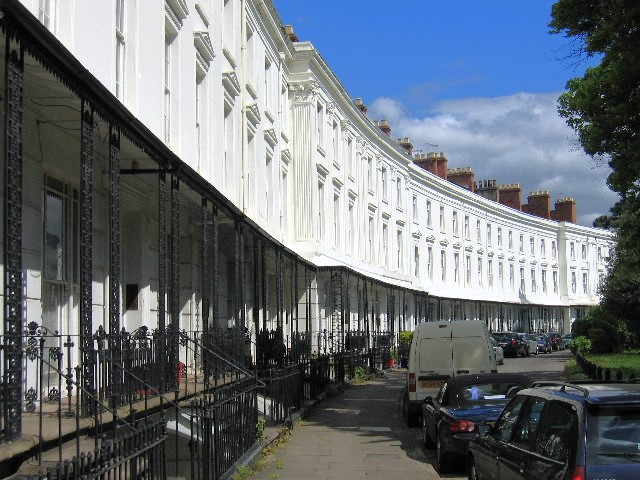
Lansdowne Crescent, Royal Leamington Spa
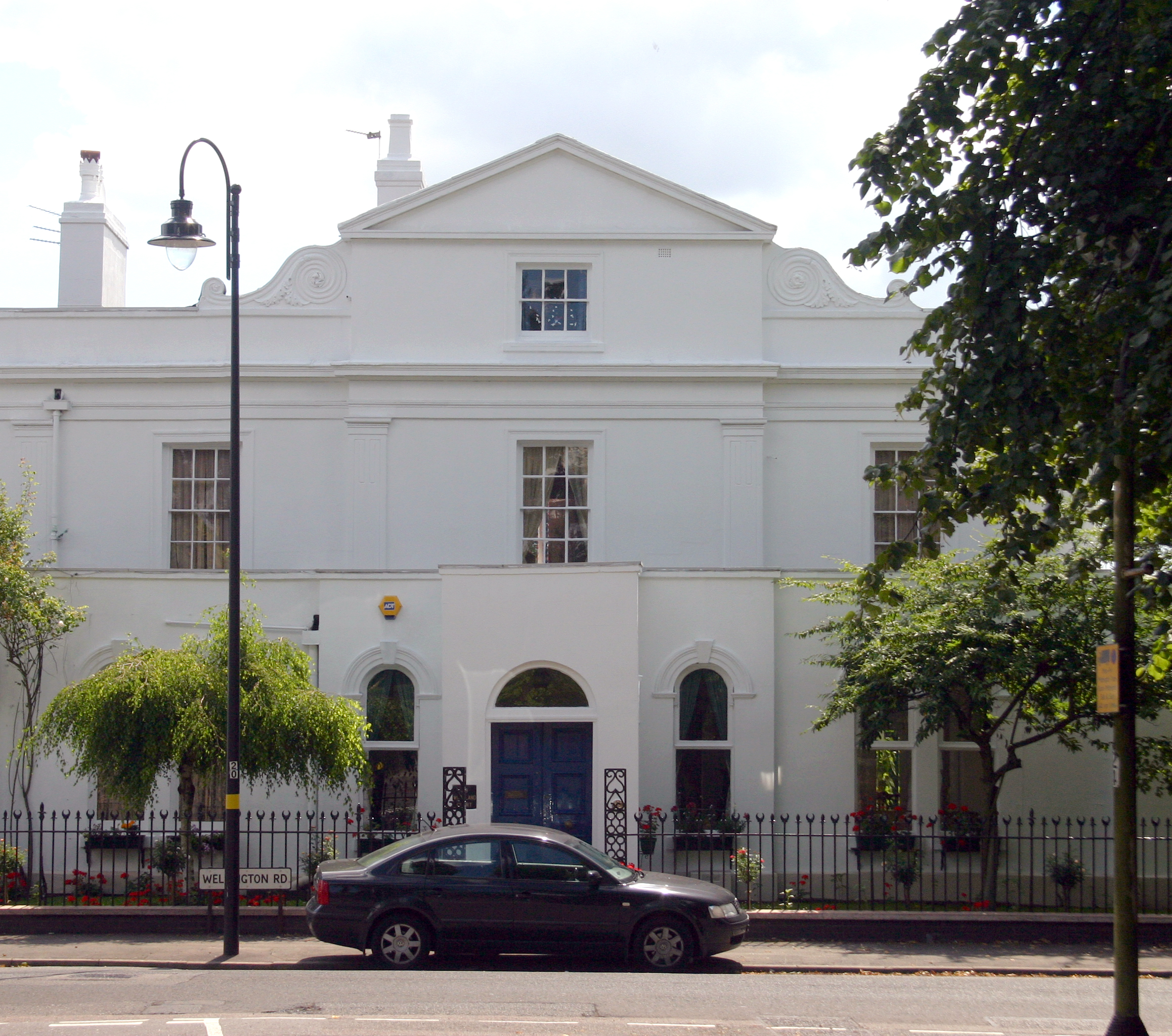
"Vila" suburbana em Edgbaston, um subúrbio de Birmingham, na década de 1820
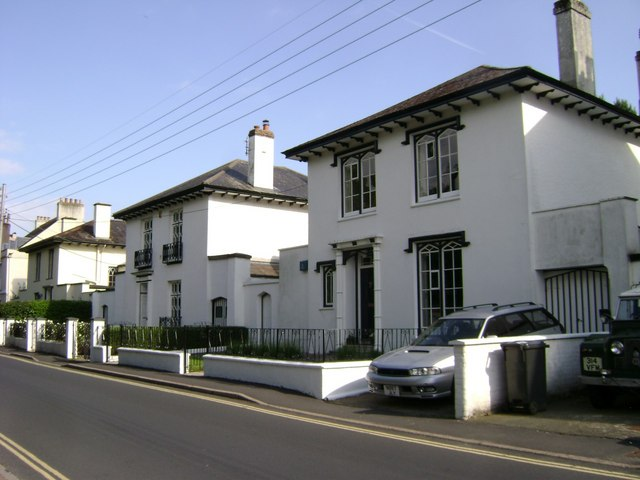
Pequenas moradias geminadas com detalhes góticos, Dawlish